# Nicolas-Jean-Baptiste de Poilly
Nicolas-Jean-Baptiste de Poilly, né le 14 novembre 1707 à Paris et mort en 1780, est un dessinateur, graveur et marchand d'estampes français.

## Biographie
Nicolas-Jean-Baptiste de Poilly naît le 14 novembre 1707.
Fils et élève de Jean-Baptiste de Poilly, il grave des portraits. Il réalise une gravure du Berger inquisiteur d'après Boucher. Certaines de ses œuvres sont datées de 1758. Il se rend à Rome pour se perfectionner dans son métier de graveur et y réalise un Martyre de Sainte Cécile d'après Zampierri et un Portrait de Clément XI. Il développe un style agréable, très différent de celui de son père et de son oncle.

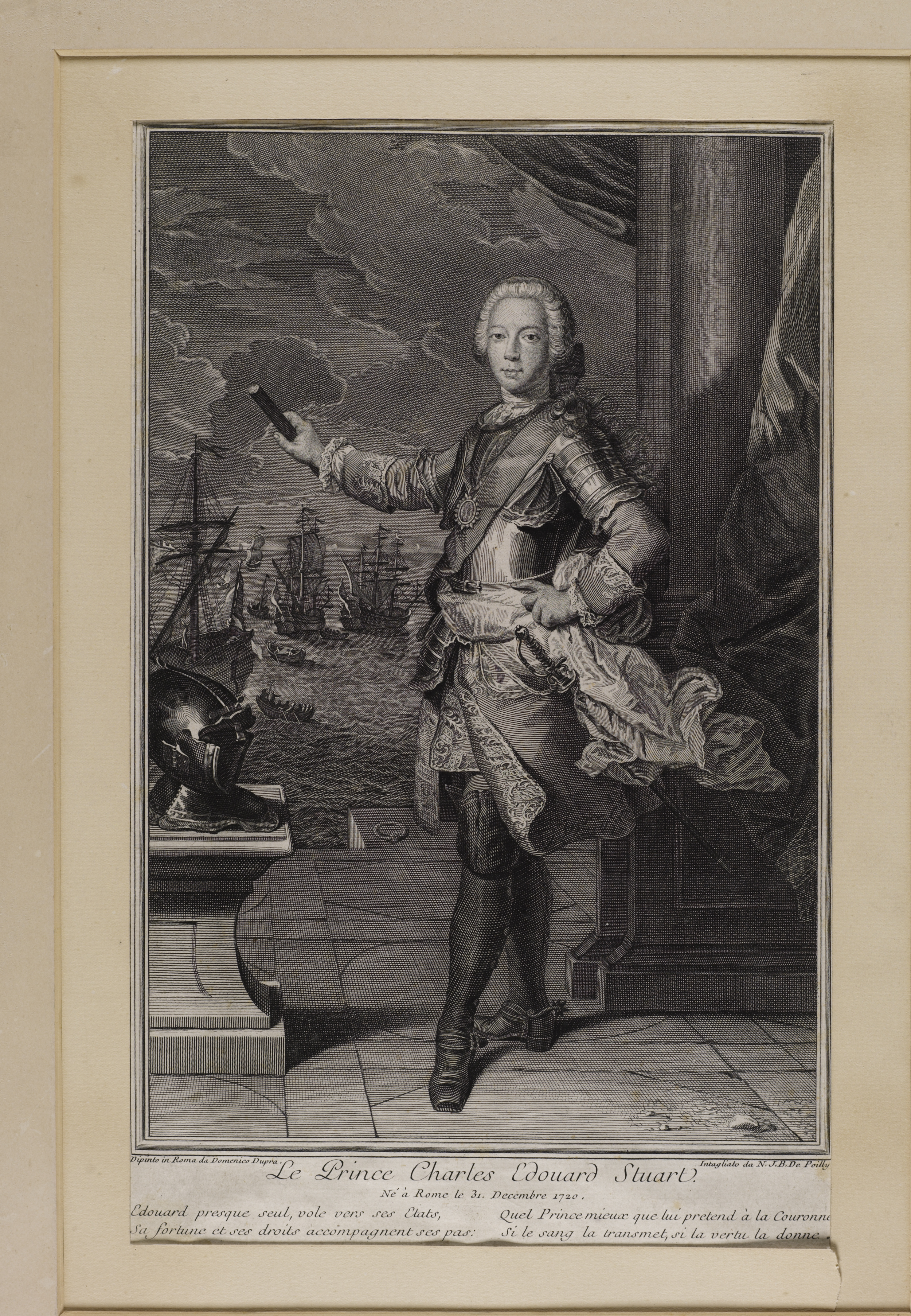
Prince Charles Edouart Stuart (c. 1745, bibliothèque nationale d'Écosse).
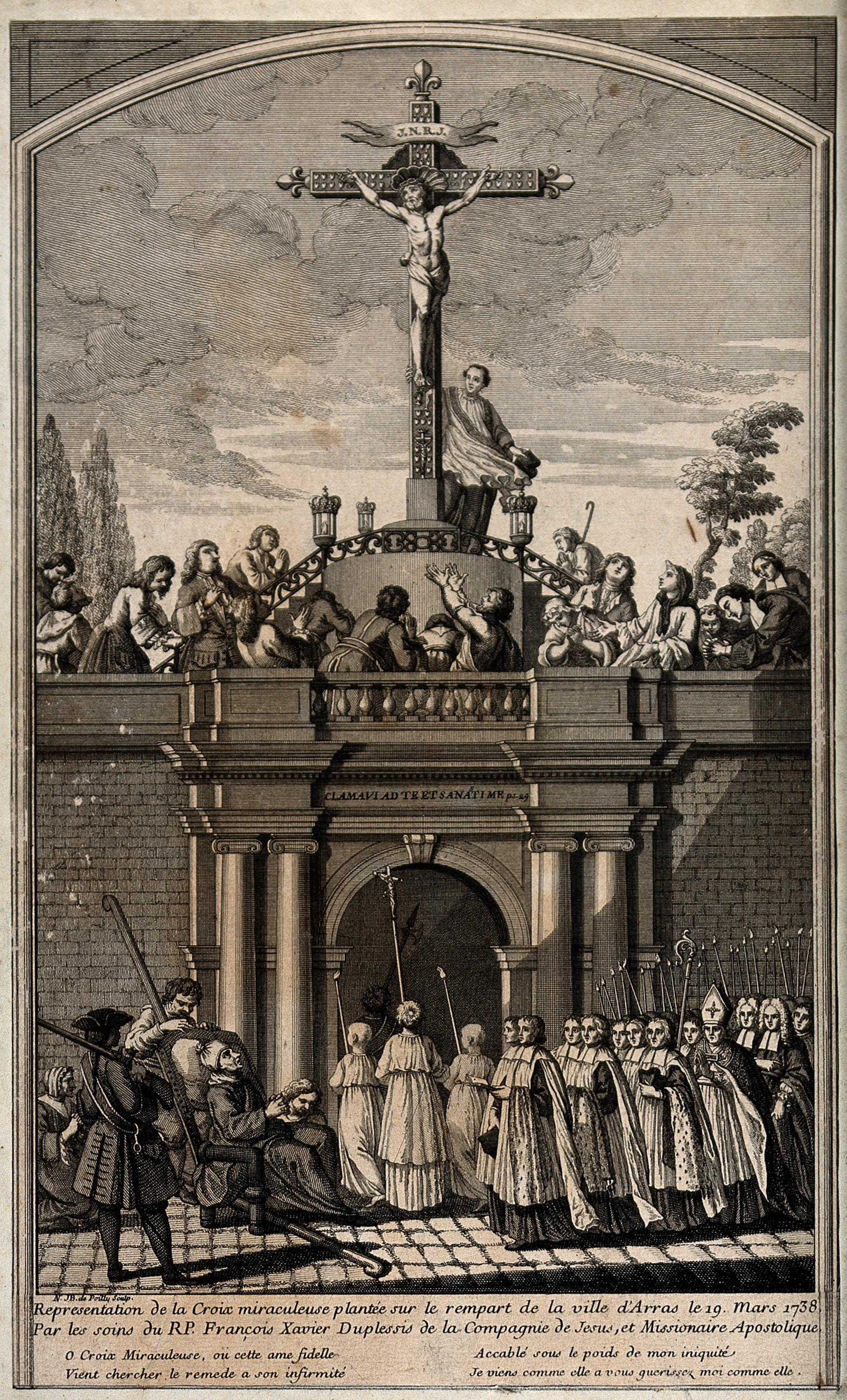
Remise d'une croix à la ville d'Arras par Saint François-Xavier (n. d., Wellcome Collection).

## Conservation
- Orléans, musée des Beaux-Arts : 
  - Portrait mortuaire de Jean Boudot (réalisé avec Bernard Picart, Nicolas Jean-Baptiste de Poilly pour le cadre ornementé), 1752, pour le cadre ornementé : lavis d’encre noire, rehauts de gouache blanche, rehauts de pierre noire sur papier ; pour le portrait mortuaire, découpé et collé : sanguine sur papier, 51,1 x 34,5 cm[3].